# Camaricus rinkae
Camaricus rinkae är en spindelart som beskrevs av Biswas och Roger Roy 2005. Camaricus rinkae ingår i släktet Camaricus och familjen krabbspindlar. Inga underarter finns listade.